# Notharchus ordii
Notharchus ordii là một loài chim trong họ Bucconidae.